# Eryngium × visianii
Eryngium × visianii är en hybridart i släktet martornar och familjen flockblommiga växter.
Arten är en korsning mellan Eryngium amethystinum och Eryngium campestre och förekommer i Italien och forna Jugoslavien. Den beskrevs av Alois Teyber 1910.